# Zofia Staszczak
Zofia Staszczak (ur. 26 stycznia 1928 w Bychawie, zm. 17 maja 2011 w Poznaniu) – polska etnolog, doktor habilitowany nauk humanistycznych.

## Życiorys
Studia z zakresu etnografii z etnologią ukończyła w  1952 roku na Uniwersytecie Marii Curie-Skłodowskiej w Lublinie na podstawie pracy magisterskiej pt. Analiza ludowej obrzędowości dorocznej w Lubelskiem. Po uzyskaniu magisterium została zatrudniona jako  pracownik  naukowy  Polskiego Towarzystwa  Ludoznawczego  w  Poznaniu, zajmując się m.in. pracami nad Polskim Atlasem Etnograficznym. Pracowała kolejno w: Zakładzie Etnografii Instytutu Historii Kultury Materialnej  PAN we Wrocławiu (1954-1956), Katedrze Etnografii Ogólnej Uniwersytetu Wrocławskiego (1956-1967 i 1968), Pracowni Socjologicznej Instytutu Śląskiego w Opolu (1967) oraz od 1974 r. w Katedrze Etnografii Uniwersytetu im. Adama Mickiewicza w Poznaniu.
Stopień doktorski uzyskała 24 czerwca 1959, na podstawie pracy pt. Budownictwo chłopskie na obszarze woj. lubelskiego w XIX i XX w. habilitowała się 20 marca 1978 na podstawie pracy pt. Pogranicze polsko-niemieckie jako pogranicze etnograficzne.
W 1979 roku otrzymała stanowisko docenta, w 1985 roku przeszła na wcześniejszą emeryturę.
W latach 1980–1985 wraz z zespołem przygotowała publikację Słownik etnologiczny. Terminy ogólne, który został wydany pod jej redakcją w 1987 roku.
Jej mężem był prof. zw dr hab. Krzysztof Kwaśniewski.
Została pochowana na Cmentarzu Junikowo w Poznaniu.

## Wybrane publikacje
- "Budownictwo chłopskie w woj. lubelskim", Wrocław 1963
- "Śląska forma Marzanny i Gaika na tle porównawczym", Opole 1964
- "Pogranicze polsko-niemieckie jako pogranicze etnograficzne", Poznań 1978
- "Obrzęd a obyczaj w rodzinach wiejskich Wielkopolski", Warszawa-Poznań 1985
- "Wielkopolskie przemawianie obrzędowe", Poznań 2002

## Odznaczenia
- Złoty Krzyż Zasługi (1974).
- Medal Komisji Edukacji Narodowej (1983).
- Krzyż Kawalerski Orderu Odrodzenia Polski (1984).
- Medal Rodła(1989).